# Andrea Nuti
Andrea Nuti (Milán, Italia, 8 de abril de 1967) es un atleta italiano retirado especializado en la prueba de 4x400 m, en la que consiguió ser subcampeón mundial en pista cubierta en 1995.

## Carrera deportiva
En el Campeonato Mundial de Atletismo en Pista Cubierta de 1995 ganó la medalla de plata en los relevos de 4x400 metros, tras Estados Unidos y por delante de Japón (bronce).